# Laodameia (Gattin des Protesilaos)
Laodameia (altgriechisch Λαοδάμεια Laodámeia) ist in der griechischen Mythologie die Tochter des Argonauten Akastos und Gattin des Protesilaos.
Protesilaos war der erste Grieche, der trojanischen Boden betrat und das erste Opfer des Trojanischen Krieges. Bereits Homer kennt eine Gattin des Protesilaos, die um den frühen Tod ihres Mannes trauert, doch bleibt sie bei ihm noch ohne Namen, in den Kyprien heißt sie Polydora, die Tochter des Melagros. Erstmals bei Euripides wird sie Laodameia genannt. Überlieferungen zu ihrem Freitod, der als Beispiel für Gattentreue galt, finden sich erst bei lateinischen Autoren wie Ovid.
Laodameia, gerade ganz jung vermählt, bittet die Götter, ihren Mann für kurze Zeit in die Oberwelt zurückkehren zu lassen, was ihr von Hermes gewährt wird. Als die dreistündige Frist für Protesilaos abgelaufen ist und er wieder in die Unterwelt zurückkehren muss, nimmt sich Laodameia das Leben und begleitet ihren Geliebten in den Hades. Hyginus Mythographus erzählt eine abgewandelte Version: Nachdem Protesilaos in die Unterwelt zurückgekehrt war, modellierte sie ein Abbild von ihm, um es zu verehren. Als ihr Vater das Abbild verbrennt, um ihre Qual zu lindern, stürzt sie sich in die Flammen und kommt darin um.
Der Mythos war mehrfach als Motiv auf römischen Sarkophagen abgebildet.